# Biscuit (céramique)
Pour les articles homonymes, voir Biscuit (homonymie).

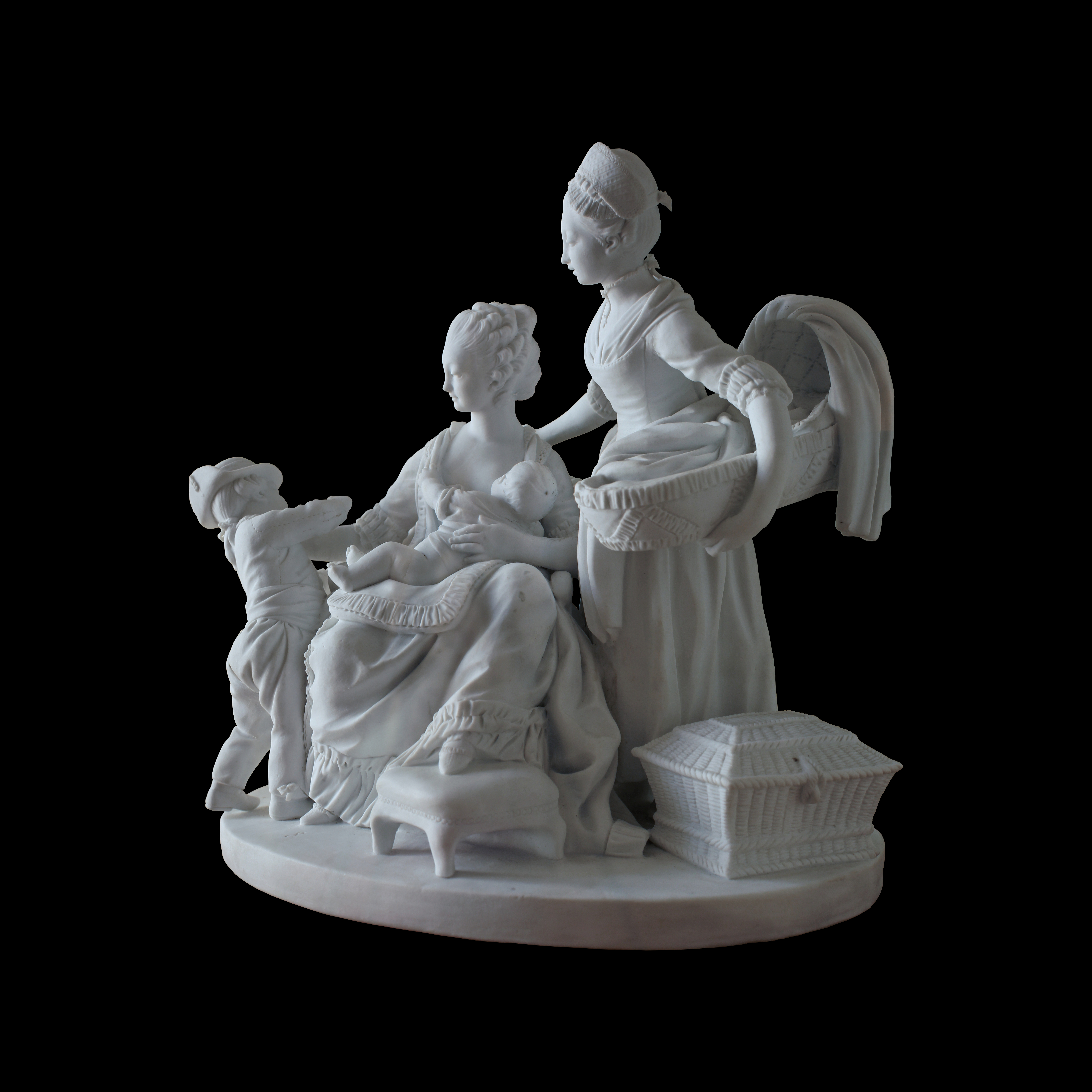
La Nourrice, biscuit de Sèvres d'après Louis Boizot.

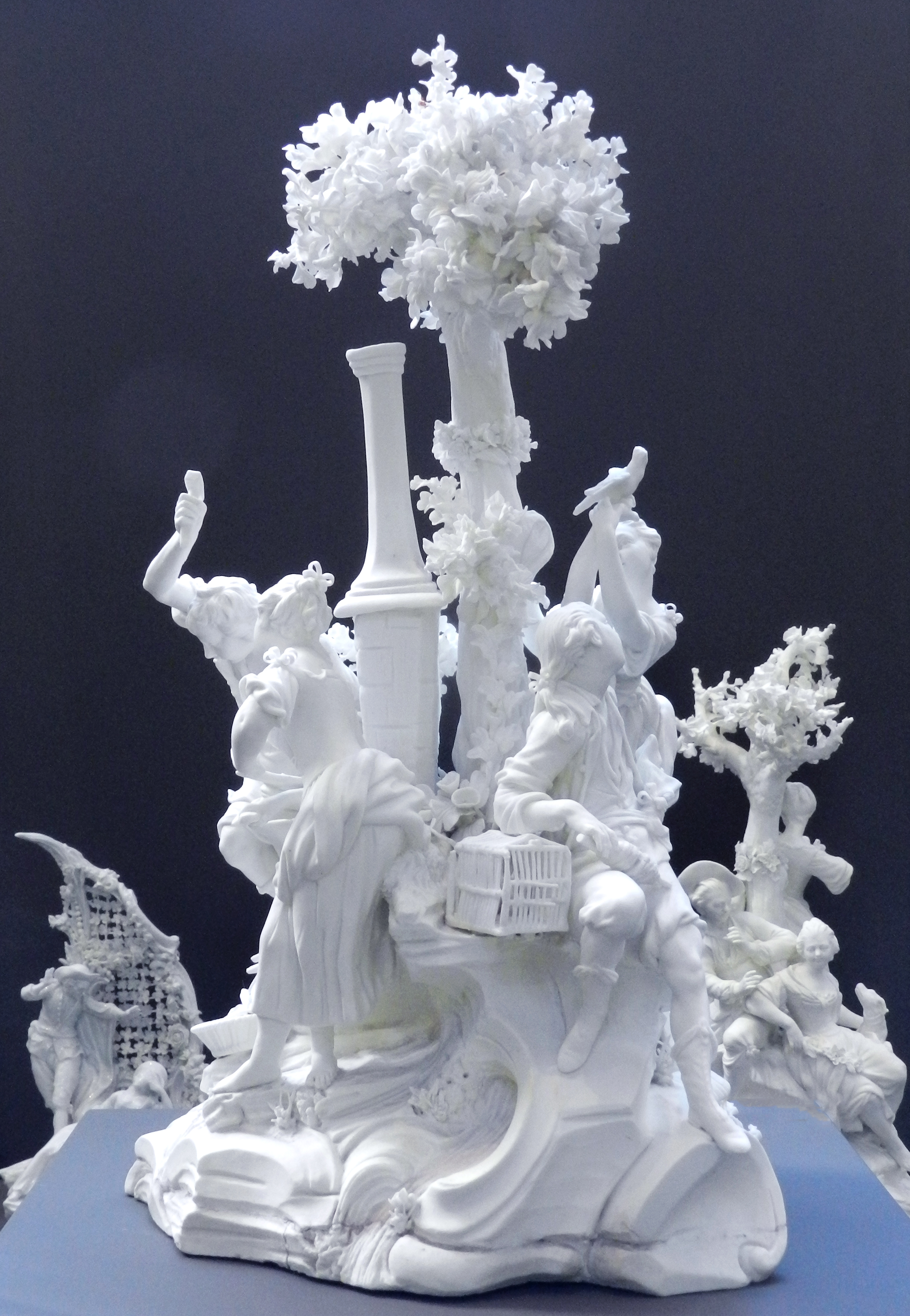
La Forge des cœurs, biscuit de porcelaine tendre de Tournai (XVIIIe siècle), exposé au Musée royal de Mariemont.

Un biscuit est une faïence cuite entre 980 et 1 040 °C sans glaçure (sans émaillage), une porcelaine tendre ou dure, cuite sans glaçure à haute température (de 1 200 à 1 400 °C), et il existe aussi des grès biscuités qui sont aussi sans glaçure. Le biscuit de porcelaine est utilisé pour réaliser des statuettes, des surtouts de table, des réductions de grandes statues, etc.

## Histoire
Les premières exécutions en biscuit de porcelaine ont été faites au milieu du XVIIIe siècle à la manufacture de Sèvres afin de se démarquer des productions polychromes de la manufacture de Meissen.

### Les origines et la naissance du biscuit à Vincennes
L'ouverture de la France à l'Extrême-Orient conduit les femmes aisées à orner leurs appartements d'objets exotiques. La porcelaine de Chine séduit, ce qui pousse des entrepreneurs européens à une production concurrente : c'est d'abord la porcelaine de Saxe, qui recouvre les productions de plusieurs manufactures allemandes de la région de Saxe, selon le procédé découvert et mis au point par Frédéric Böttger et dont la manufacture la plus connue est celle de Meissen. Ravir à la Chine et à la Saxe le secret de leurs trésors de porcelaine est la volonté de Jean-Henri-Louis Orry de Fulvy (1703-1751) qui établit à Vincennes une manufacture de porcelaine en 1740, qui devient, plus tard, la Manufacture de Sèvres.

### Le règne de la pâte tendre
Les essais de fabrication de porcelaine en pâte tendre sont réalisés dès le début des années 1740 par Claude Humbert Gérin et des ouvriers transfuges de la fabrique de Chantilly. La jeune manufacture obtient en 1745 le privilège royal d'être la seule autorisée à fabriquer de la porcelaine à la façon de la Saxe. En août 1756, elle déménage à Sèvres, près du domaine de la marquise de Pompadour à Bellevue.

### Les dernières années du biscuit Louis XV
Dans les années 1760, ceux qui ont donné son éclat à Sèvres ont disparu : madame de Pompadour meurt en avril 1764, François Boucher est malade et vieux, Étienne Maurice Falconet part en Russie. La concurrence se développe : neuf fabriques particulières produisent et vendent des bibelots en biscuit : Chantilly, Mennecy-Villeroy, Saint-Cloud, Orléans, Niederwiller… Face à cette situation, Louis XV déclare, le 7 novembre 1767, qu'il réservait dorénavant à sa personne l'administration de la Manufacture. La sculpture en porcelaine était définitivement un privilège et un bien royal.

### Le règne du biscuit Louis XVI et de la pâte dure
Louis XV vient à Sèvres juger lui-même des essais de biscuit en porcelaine dure en juillet 1773 et ordonne l'emploi exclusif de cette terre nouvelle. En 1774, sous la direction d'un des plus anciens ouvriers d'art de la maison, Bolvry, cinquante travailleurs — dix tourneurs et quarante réparateurs — assurent la production. Louis XVI consacre l'adoption du biscuit en pâte dure.

## Technique

### La porcelaine tendre
Bien que fabriquée sans kaolin la pâte est très blanche et résiste à la cuisson. 

« On la composait en faisant fondre dans une poêle de fer ou de cuivre cinquante livres de salpêtre, que l'on saupoudrait d'une demi-livre de fleur de soufre, pour obtenir ce qu'on appelait le cristal minéral. On ajoutait à ces cristaux refroidis et piles trois fois plus de sable de Fontainebleau, de petites quantités de sel marin, de soude d'Alicante, d'alun de Rome, de gypse, que l'on mêlait bien : le tout était déposé en couche d'un pied d'épaisseur sur un banc de sable, sous lequel on allumait un feu gradué, qui devait cuire cinquante heures le mélange. Cette dernière cuisson donnait la fritte, une pâte de verre et de cristal, qui demeurait opaque et blanche, n'ayant pas été soumise à la température nécessaire pour opérer la vitrification. »

— Émile Bourgeois, Le Biscuit de Sèvres au XVIIIe siècle.
 L'inconvénient de cette pâte étant son peu de consistance, on lui donne du corps en la mélangeant avec un tiers de craie et de marne calcaire.

### La porcelaine dure
La substitution de la pâte dure à la pâte tendre date des années 1770. Le kaolin donnait aux porcelaines de Chine et de Saxe un éclat que n'avait pas la porcelaine de Sèvres. La découverte de la présence d'un beau kaolin en France permit son utilisation. Elle ne fut cependant que progressive car des évolutions techniques étaient nécessaires : la cuisson devait se faire à un feu quatre fois plus fort. Pour la pâte, le kaolin est mélangé, en proportion à peu près égale, du feldspath destiné à fournir la transparence, un peu de craie et de sable pour faciliter le façonnage et éviter les fissures à la cuisson.

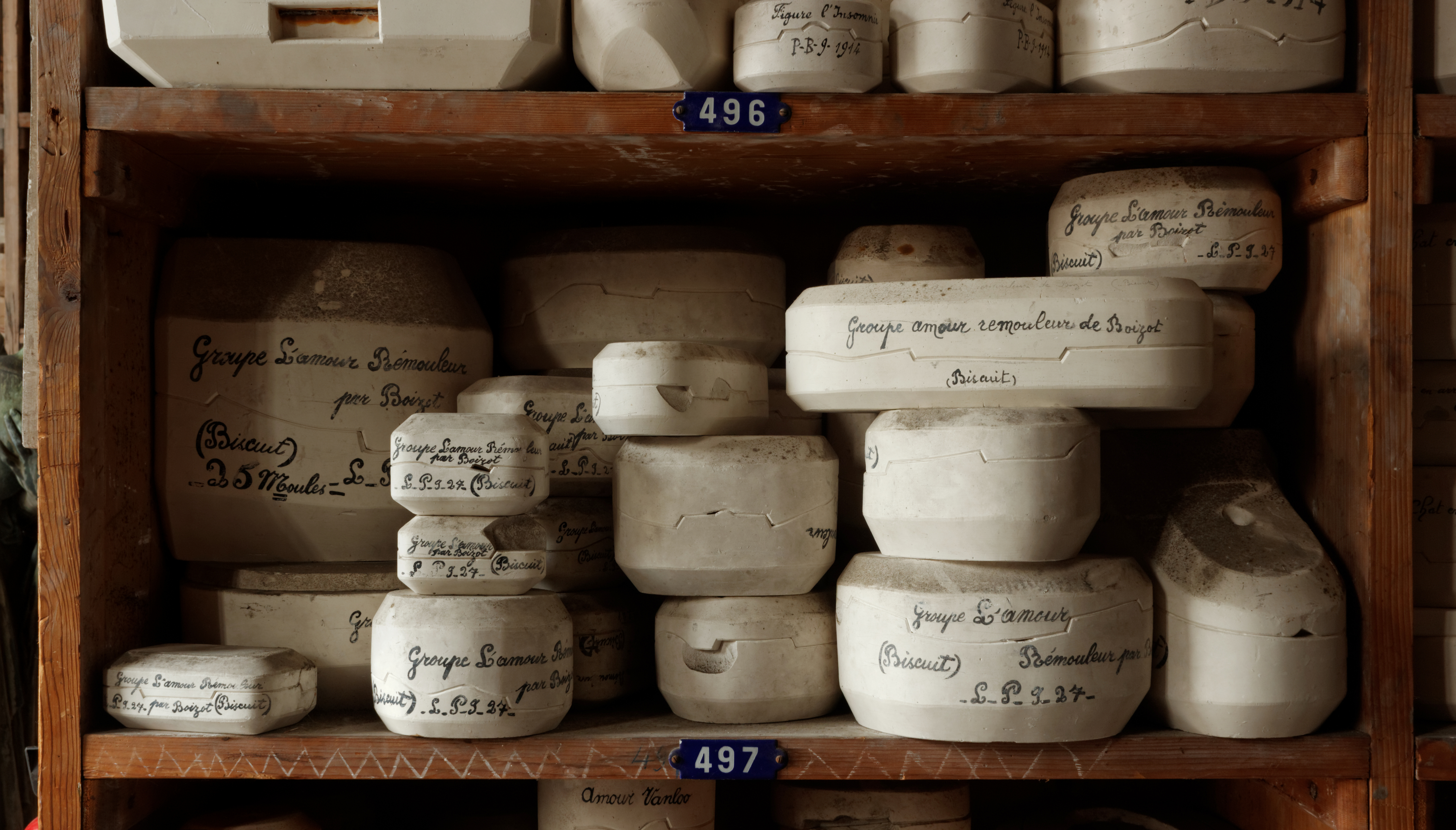
Vingt-cinq moules du biscuit L'Amour rémouleur d'après Louis Boizot à la manufacture nationale de Sèvres.